# 内曼亞·尼科里奇
内曼亞·尼科里奇（羅馬化：Nemanja Nikolić；1987年10月31日—）是一位出生在塞爾維亞的匈牙利足球運動員。在場上的位置是前鋒。曾效力於匈牙利足球甲級聯賽球隊維迪奧頓足球俱樂部。他也代表匈牙利國家足球隊參賽。

## 外部連結
- Soccerway資料庫：内曼亞·尼科里奇